# Mr. 3000, a tres golpes de la fama
Mr. 3000, a tres hits de la fama (Mr. 3000) es una película de Estados Unidos dirigida por Charles Stone III en 2004, y protagonizada por Paul Sorvino, Bernie Mac, Angela Bassett, Chris Noth.
Bernie Mac (Ocean's Eleven) protagoniza esta cinta ambientada en el mundo del béisbol de alta competición, acompañado por Angela Basset (Días extraños) y dirigida por Charles Stone III (Drumline).

## Sinopsis
Hacen falta 3.000 hits para entrar en el Salón de la Fama del béisbol de Estados Unidos. Para el jugador Stan Ross, el deporte nacional norteamericano, era su auténtica pasión y además estaba dotado para ello. Cada vez que saltaba al terreno de juego se dejaba la piel en el campo. Pero un día la fama se le subió a la cabeza y, tras conseguir su hit número 3.000, decidió abandonar su carrera para pasar a ser conocido como "Mr. 3.000". Ahora, diez años después de aquel suceso, tres de sus 3.000 han sido descalificados, de modo que Stan se ha quedado fuera del Salón de la Fama. Jubilado, con 47 años y fuera de forma, su intención es volver a jugar para conseguir esos tres batazos y así recuperar su título. Pero nadie apuesta por él y sólo cuenta con el apoyo de su exnovia.